# Nóra Simóka
Nóra Simóka (Budapest, 10 dicembre 1980) è una pentatleta ungherese.

## Palmarès
In carriera ha conseguito i seguenti risultati:
- Europei

Székesfehérvár 2000: bronzo nel pentathlon moderno staffetta a squadre.
Sofia 2001: oro nel pentathlon moderno staffetta a squadre.